# インナー・レヴォルーション
『インナー・レヴォルーション』（Inner Revolution）は、アメリカ合衆国のミュージシャン、エイドリアン・ブリューが1992年に発表した、ソロ名義では6作目のスタジオ・アルバム。

## 背景
本作の制作前にブリューは離婚を体験し、その後マーサという女性と恋に落ちた。ブリューによれば、マーサはコミュニケーションについて研究しており、タイトル曲は彼女の理論にインスパイアされて作られたという。また、「ウォー・イン・ザ・ガルフ」は、自身の離婚を反映した曲といわれる。

## 反響・評価
セールス的には成功に至らず、アメリカではBillboard 200入りを逃し、ブリューは本作を最後にアトランティックとの契約を失った。ブリューは1994年のインタビューにおいて、当時の状況を「僕の知る限りでは、あのレコードを売り込もうという試みすらなかったよ。あのアルバムのことを全く知らないファンも大勢いた」と振り返っている。
マーク・アレンダーはオールミュージックにおいて5点満点中4点を付け「最初から最後まで楽しい遊び心があり、実験性と親しみやすさを兼ね備えた独創的な音楽を生み出すブリューの手腕の好例である」と評している。また、Stephanie Zacharekは『エンターテインメント・ウィークリー』誌において「1990年のシリアス過ぎるアルバム『ヤング・ライオンズ』では、ブリューはポストモダン世代の賢者／ギター・ヒーローの称号を得ようとしていたように感じられたが、『インナー・レヴォルーション』は遥かにリラックスしている」と評している。

## 収録曲
全曲ともエイドリアン・ブリュー作。
1. インナー・レヴォルーション - "Inner Revolution" - 3:13
2. ホワット・アイ・ビリーヴ・イン - "This Is What I Believe In" - 3:29
3. イン・ザ・シャドウ - "Standing in the Shadow" - 3:45
4. ビッグ・ブルー・サン - "Big Blue Sun" - 3:49
5. オンリー・ア・ドリーム - "Only a Dream" - 3:33
6. バーズ - "Birds" - 2:24
7. ライト・ヒアー - "I'd Rather Be Right Here" - 3:08
8. ウォー・イン・ザ・ガルフ - "The War in the Gulf Between Us" - 3:30
9. アイ・ウォーク・アローン - "I Walk Alone" - 2:47
10. エヴリィシング - "Everything" - 2:57
11. ヘヴンズ・ベッド - "Heaven's Bed" - 4:05
12. メンバー・オブ・ザ・トライブ - "Member of the Tribe" - 3:12

## 参加ミュージシャン
- エイドリアン・ブリュー - ボーカル、ギター、ドラムス他
- マイク・バーネット - ストリング・ベース(on #2)
- Chris Arduser - ドラムス(on #2, #3, #11, #12)
- Alison Lee Jewer - ヴァイオリン、ストリングス・アレンジ(on #4)
- Jean Dickinson - ヴァイオリン(on #4)
- Lizbeth Getman - ヴィオラ(on #4)
- Martha Pickart - チェロ(on #4)